# Tóth András (jogász, 1892–1950)
Vitéz Tóth András, született: Tóth András József László (Negyed, Nyitra vármegye, 1892. szeptember 15. – Budapest, 1950. december 9.) magyar ügyvéd, országgyűlési képviselő.

## Élete
1892-ben született Negyeden, Tóth József és Izsák Gizella római katolikus szülők gyermekeként. Középiskoláit Kecskeméten végezte, jogot a budapesti tudományegyetemen hallgatott és ott szerzett ügyvédi oklevelet is. 1913-ban önkéntesi szolgálatra vonult be és a péterváradi tiszti iskolában szolgált az első világháború kitörésekor.
Ezredével a szerb harctérre vezényelték, ahol már az első hetekben megsebesült a sabáci ütközetben; 1914. augusztus 1-jén az egész monarchiában elsőként kapta meg a nagyezüst vitézségi érmet. Még abban az évben, karácsonykor hadnaggyá léptették elő és Szilveszter éjszakáján újra a tűzvonalba indult, ám az uzsoki szorosnál vívott harcokban ismét megsebesült.
Felgyógyulása után Bruckba vezényelték gépfegyver-tanfolyamra, s később mint géppuskás századparancsnok, újból a szerb harctérre került. A Belgrád környéki harcokban újból megsebesült, jobb szemét el is vesztette így többé már nem is került vissza a harctérre. Rendkívüli harctéri teljesítményeiért a kormányzó később vitézzé avatta, mint emléklapos századost.
1922-ben tette le az ügyvédi és bírói vizsgát, majd ügyvédi irodát nyitott a fővárosban. Ügyvédi hivatása mellett kezdettől részt vett különféle jobboldali mozgalmakban és a hadirokkantak mozgalmaiban is. Főként a Frontharcos Szövetség megszervezésében és fejlesztésében tevékenykedett, utóbbi alelnökeként kapcsolódott be később a politikai életbe is.
1938 áprilisától a korábbi frontharcosok egységes frontba való tömörítése érdekében fejtett ki sok munkát, az első bécsi döntés és a Felvidék visszacsatolását követően pedig rendbiztosító feladatokat vállalt magára. Az év őszén, a Felvidék visszatérése alkalmából rendezett ünnepségen ő vezette a budai várba a kormányzó előtt tisztelgő frontharcos zászlóaljat.
1935-ben választották meg első ízben országgyűlési képviselőnek a Nemzeti Egység Pártja jelöltjeként, a főváros déli kerületében, majd 1939-ben ugyanott a Magyar Élet Pártja színeiben jutott mandátumhoz. A képviselőházban főként nemzetvédelmi, szociális és munkáskérdésekben szólalt fel, részt vett a tűzharcos törvényjavaslat előkészítésében is, illetve a mentelmi ügyek nagy részének is ő volt az előadója. Felsőbb megbízás alapján behatóan tanulmányozta a főváros közlekedési rendjét; alapítója volt autótaxi-fuvarozók szövetkezetének és részt vett a keresztény kiskereskedők érdekvédelmi szervezkedésében is.